# Callicentrus cribratus
Callicentrus cribratus är en insektsart som beskrevs av Walker. Callicentrus cribratus ingår i släktet Callicentrus och familjen hornstritar. Inga underarter finns listade i Catalogue of Life.